# Пол-угорского Софьи Алексеевны
Пол-угорского Софьи Алексеевны — золотая монета в половину угорского, чеканившаяся между 1682 и 1689 годами и служившая в основном в качестве награды участников Крымских походов. Вес монеты — 1,78 грамма.

## История чеканки
На территорию Руси в XIV столетии поступали золотые монеты западноевропейской чеканки. Дукаты и их русские подражания, то есть золотые монеты весом около 3,5 г, называли «веницейскими», «цесарскими», «угорскими» и др. обозначениями. Преобладание монет венгерской чеканки привело к тому, что в XV столетии синонимом дуката на Руси стало слово «угорский». Чеканка угорских дукатов в России носила политический и декларативный характер. Выпущенные монеты не участвовали в обороте, а являлись знаком «государева жалованья», то есть наградой за военные подвиги. Для этих целей использовались угорские и их половины.
| Название монеты                | Металл | Вес, г |
| ------------------------------ | ------ | ------ |
| Угорский Софьи Алексеевны      | Золото | 3,21   |
| Пол-угорского Софьи Алексеевны | Золото | 1,78   |

В царствование царевны Софьи угорские и их половины использовались в качестве наград участникам Крымских походов 1687 и 1689 годов.

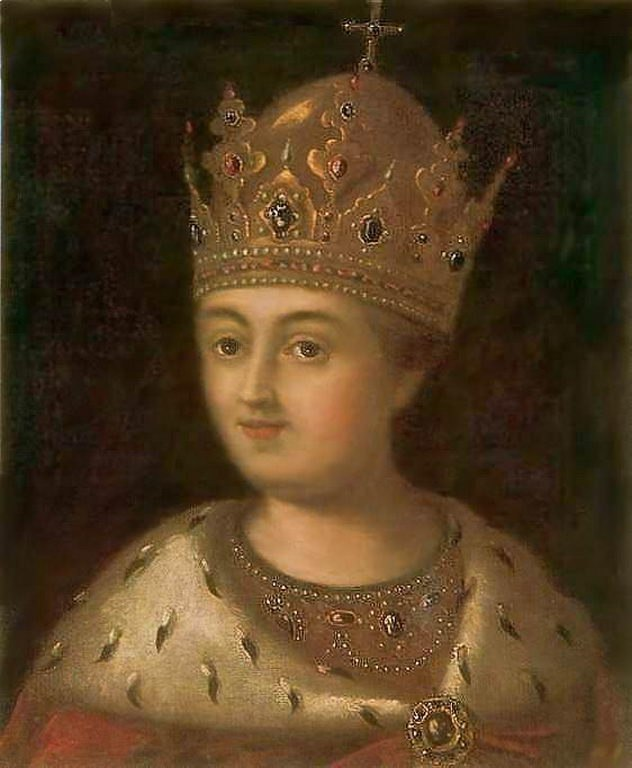
Софья Алексеевна
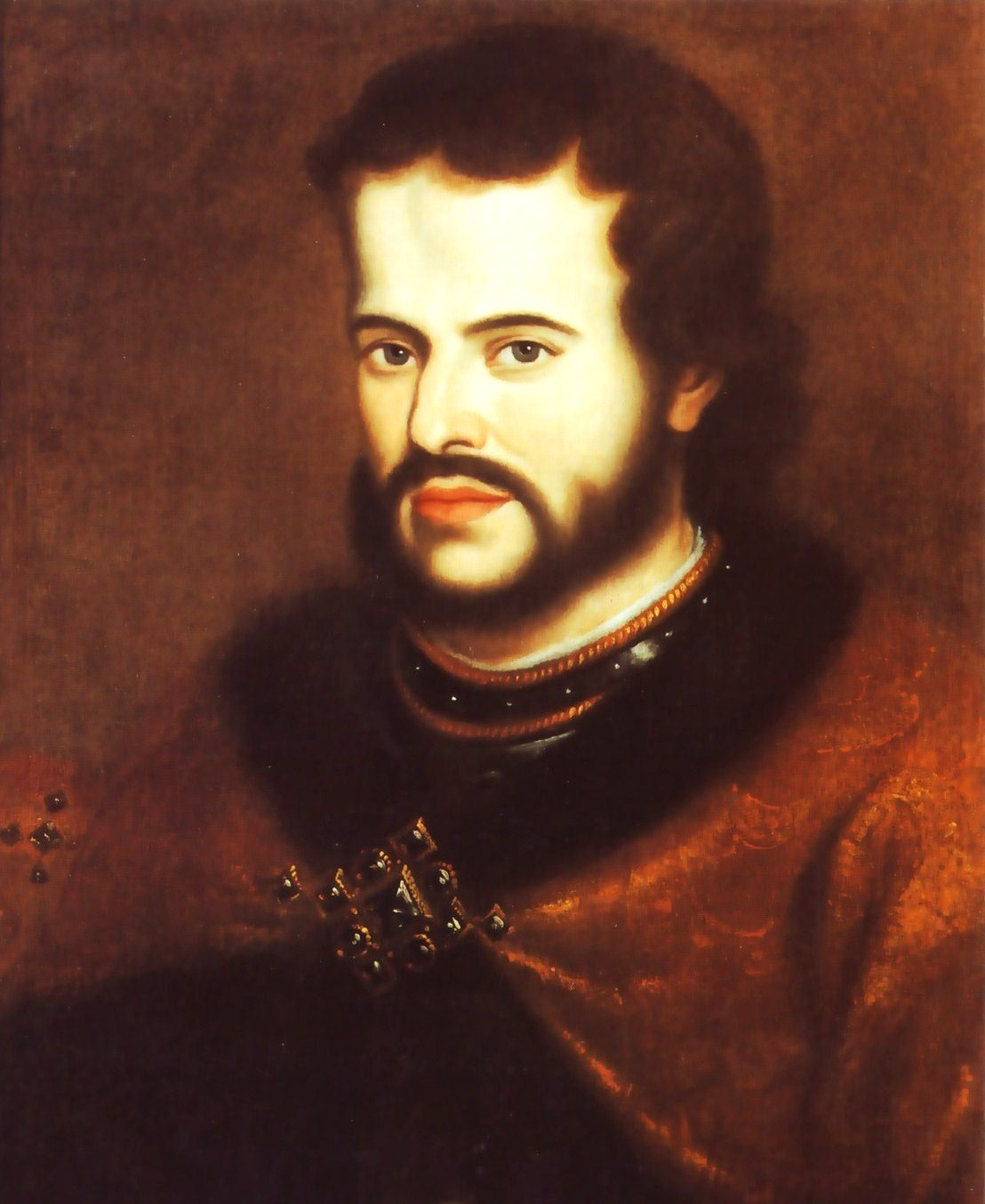
Иван Алексеевич
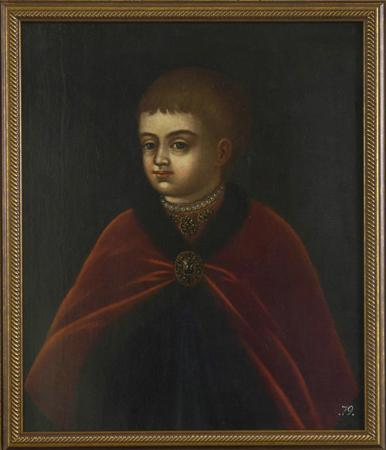
Пётр Алексеевич

## Описание монеты
Аверс: + Б М В Г Ц I К I А П А
БОЖИЕЙ МИЛОСТИЮ ВЕЛИКИЕ ГОСУДАРИ ЦАРИ И КНЯЗИ ИОАНН АЛЕКСЕЕВИЧ ПЕТР АЛЕКСЕЕВИЧ
Реверс: * I Г Б Ц I К С А В В I И Р С
И ГОСУДАРЫНЯ БЛАГОВЕРНАЯ ЦАРЕВНА И КНЯЖНА СОФЬЯ АЛЕКСЕЕВНА ВСЕЯ ВЕЛИКАЯ И ИНЫХ РОССИИ САМОДЕРЖЦЫ
Монета отчеканена между 1682 и 1689 годами на Московском денежном дворе.
На аверсе монеты помещены погрудные изображения юных царей Иоанна и Петра в царских венцах и облачении. Наверху, между головами, двуглавый орёл без корон со скипетром и державой в лапах. Внизу, по сторонам буквы «I» небольшие буквы C–I, которые возможно являются инициалами резчика штемпелей — Семидел Иона.
На реверсе отчеканен поясной портрет царевны Софьи, слегка повернутой влево. В правой руке скипетр.
На одном из экземпляров слева от портрета Софьи Алексеевны клеймо известного российского нумизмата графа Э. фон Гуттен-Чапского (1888–1896).
Гурт у монеты гладкий. Её вес — 1,78 грамма. Диаметр составляет от 16,5 до 18,1 мм.